# Associazione Sportiva Ambrosiana-Inter 1941-1942
Questa voce raccoglie le informazioni riguardanti l'Associazione Sportiva Ambrosiana-Inter nelle competizioni ufficiali della stagione 1941-1942.

## Stagione
L'Ambrosiana-Inter gioca una bruttissima stagione e chiude solo dodicesima in campionato a 3 punti dalla zona retrocessione, un punto sotto al Milano, alla Fiorentina e al Liguria, mentre in Coppa Italia esce ai sedicesimi di finale contro il Modena. Il 3 aprile 1942 l'allenatore Fiorentini viene sostituito da Ferenc Molnar che esordisce sulla panchina nerazzurra il 26 aprile 1942 (gara con il Modena. Il Direttore Sportivo era Aldo Molinari.

## Rosa
| N. |                      | Ruolo | Calciatore        |
| -- | -------------------- | ----- | ----------------- |
|    | Italia (bandiera)    | P     | Angelo Caimo      |
|    | Italia (bandiera)    | P     | Angelo Franzosi   |
|    | Italia (bandiera)    | D     | Camillo Girotti   |
|    | Italia (bandiera)    | D     | Celso Battaia     |
|    | Italia (bandiera)    | D     | Dino Bovoli       |
|    | Italia (bandiera)    | D     | Carmelo Buonocore |
|    | Argentina (bandiera) | D     | Juan Landolfi     |
|    | Italia (bandiera)    | D     | Bernardo Poli     |
|    | Argentina (bandiera) | C     | Attilio Demaria   |
|    | Italia (bandiera)    | C     | Aldo Campatelli   |
|    | Italia (bandiera)    | C     | Severo Cominelli  |

| N. |                      | Ruolo | Calciatore           |
| -- | -------------------- | ----- | -------------------- |
|    | Italia (bandiera)    | C     | Andrea Milani        |
|    | Italia (bandiera)    | C     | Enrico Candiani      |
|    | Italia (bandiera)    | C     | Felice Mariani       |
|    | Argentina (bandiera) | C     | Victor José Pozzo    |
|    | Italia (bandiera)    | C     | Arnaldo Salvi        |
|    | Italia (bandiera)    | A     | Vittorio Casaretti   |
|    | Italia (bandiera)    | A     | Annibale Frossi      |
|    | Italia (bandiera)    | A     | Umberto Guarnieri    |
|    | Italia (bandiera)    | A     | Oliviero Mascheroni  |
|    | Italia (bandiera)    | A     | Carlo Alberto Quario |